# كيفن ماسترز
كيفن ماسترز (19 مايو 1961 في المملكة المتحدة - ) (بالإنجليزية: Kevin Masters)‏ هو لاعب كريكت بريطاني. لعب مع Cambridgeshire County Cricket Club ‏ وKent County Cricket Club ‏ وKent Cricket Board ‏.

## وصلات خارجية
- كيفن ماسترز على موقع إي آس بي آن كريك إنفو (الإنجليزية)